# Dyspessacossus hadjinensis
Dyspessacossus hadjinensis is een vlinder uit de familie van de Houtboorders (Cossidae). De wetenschappelijke naam van de soort is voor het eerst gepubliceerd in 1953 door Franz Daniel.
De soort komt voor in Turkije en Iran.